# 彭翔翎
彭翔翎（英語：Janice Pang Cheung Ling，1993年3月18日—），香港女演員，現為無綫電視基本藝人合約藝員。

## 簡歷
彭翔翎從小在小康家庭成長，曾就讀東華三院王余家潔紀念小學（2006年小六）及五旬節聖潔會永光書院（2012年中六），小學至初中期間經常參與學界田徑比賽，15歲那年曾參加由《Yes!》雜誌所舉辦的「第十二屆全港校花校草選舉2008」，並進入最後四強，同屆參賽者還有鍾晴（鍾艾彌）及蘇皓兒（蘇嘉汶）。她在中學唸書時亦曾參與一些單元表演，給老師發掘潛質而獲鼓勵報讀香港演藝學院，結果選擇進入香港兆基創意書院讀了一年相關課程，卻發現做戲比想像中更困難，故此沒有意欲繼續追夢，轉去其他學校完成餘下學業，畢業後替家人工作，也曾應徵海洋公園「哈囉喂全日祭」扮演者。
直到2017年6月，彭翔翎又獲一位新相識的朋友稱讚有藝術細胞和演戲天分，提議向這方面發展，剛好無綫電視再次招募新人，雖然覺得自己並不年輕，但為了完成當演員的夢想而嘗試投考第29期無綫電視藝員訓練班，畢業後正式涉足娛樂圈，2018年4月成為旗下基本藝人合約藝員。2019年，她在台慶劇《解決師》內，飾演樂濟會范根紀念中學學生「何詠詩」而為人認識；翌年分別於《愛·回家之開心速遞》、《迷網》及《踩過界II》裡，演出餐廳侍應、婚紗店職員「陳倩敏（Ada）」和輕度弱智少女「程可欣」三個角色，因樣貌跟女藝人林夏薇相似，以及表現突出而受到注目。
2023年8月，彭翔翎為幫補收入而開始兼職計程車司機。

## 演出作品

### 劇集（無綫電視）
| 首播       | 劇名                           | 角色                                            |
| 2018年至今 | 愛·回家之開心速遞              | 交流生（第236集）                               |
| 2018年至今 | 愛·回家之開心速遞              | 李藹怡（第321、350、409、456、478、514、522集） |
| 2018年至今 | 愛·回家之開心速遞              | Ivy（第451集）                                  |
| 2018年至今 | 愛·回家之開心速遞              | 丁 丁（第613、959、1034集）                     |
| 2018年至今 | 愛·回家之開心速遞              | 李小莉（第662集）                               |
| 2018年至今 | 愛·回家之開心速遞              | 美女侍應（第922集）                             |
| 2018年至今 | 愛·回家之開心速遞              | 眼鏡店職員（第1086集）                          |
| 2018年至今 | 愛·回家之開心速遞              | 空中服務員（第1137集）                          |
| 2018年至今 | 愛·回家之開心速遞              | 學 生（第1176集）                               |
| 2018年至今 | 愛·回家之開心速遞              | 警 員（第1275集）                               |
| 2018年至今 | 愛·回家之開心速遞              | Max的同事 （第1312集）                          |
| 2018年至今 | 愛·回家之開心速遞              | 年青佘秀琴（第1526集）                          |
| 2018年至今 | 愛·回家之開心速遞              | 食 客（第1539集）                               |
| 2018年至今 | 愛·回家之開心速遞              | 夢資源職員（第1686集）                          |
| 2018年     | BB來了                         | 美 女                                           |
| 2018年     | 是咁的，法官閣下               | 文理大學學生（第4、5、7集）                     |
| 2018年     | 兄弟                           | 拳賽女郎（第7、18集）                           |
| 2018年     | 救妻同學會                     | 二樓舍員 ／ 探 員                               |
| 2019年     | 福爾摩師奶                     | 女 僕（第1、7集）                               |
| 2019年     | 廉政行動2019                   | 廉政公署調查員                                  |
| 2019年     | 鐵探                           | 警 員                                           |
| 2019年     | 好日子                         | 舞蹈員（第11集）                                |
| 2019年     | 包青天再起風雲                 | 解語軒妓女（第2 - 5集）                         |
| 2019年     | 十二傳說                       | 《讚報》新聞部職員                              |
| 2019年     | 她她她的少女時代               | 人生課程學員（第3、4集）                        |
| 2019年     | 街坊財爺                       | 記 者（第11集）                                 |
| 2019年     | 金宵大廈                       | 金宵舞廳女歌手                                  |
| 2019年     | 解決師                         | 何詠詩                                          |
| 2019年     | 牛下女高音                     | 選拔少女（第17集）                              |
| 2019年     | 堅離地愛堅離地（海外首播）     | 青 年                                           |
| 2019年     | 過街英雄（海外首播）           | 老 師（第4集）                                  |
| 2020年     | 黃金有罪                       | 明 星（第26集）                                 |
| 2020年     | 法證先鋒IV                     | 軍裝警員                                        |
| 2020年     | 機場特警                       | 機場服務員                                      |
| 2020年     | 十八年後的終極告白             | 鄧旭華會計師事務所職員（第1集）                 |
| 2020年     | 降魔的2.0                      | 電視台職員（第12集）                            |
| 2020年     | 那些我愛過的人                 | Cindy（第2、15、18、20集）                      |
| 2020年     | 殺手                           | 烏干達私人派對兔女郎（第1集）                   |
| 2020年     | 殺手                           | 性感女（第22集）                                |
| 2020年     | 殺手                           | 路 人（第23集）                                 |
| 2020年     | 迷網                           | 陳倩敏（Ada）                                   |
| 2020年     | 反黑路人甲                     | 女公關（第4、8、9、17、19、24集）               |
| 2020年     | C9特工                         | 議員助理（第3、8集）                            |
| 2020年     | 木棘証人                       | 鳳 姐（第1、2集）                               |
| 2020年     | 使徒行者3                      | 尹利彬                                          |
| 2020年     | 踩過界II                       | 程可欣                                          |
| 2020年     | 大步走（myTV Gold 首播）       | 街 坊（第1集）                                  |
| 2020年     | 大步走（myTV Gold 首播）       | 年青女子（第7集）                               |
| 2020年     | 愛美麗狂想曲（myTV Gold 首播） | 選美佳麗（第1集）                               |
| 2020年     | 香港愛情故事                   | 年青阿利（第6集）                               |
| 2021年     | 失憶24小時                     | 首飾店職員（第20集）                            |
| 2021年     | 逆天奇案                       | 軍裝警員                                        |
| 2021年     | 欺詐劇團                       | 信 徒（第3集）                                  |
| 2021年     | 刑偵日記                       | 特案組組員                                      |
| 2021年     | 寶寶大過天                     | 護 士（第23集）                                 |
| 2021年     | 寶寶大過天                     | 麻醉師（第25集）                                |
| 2021年     | 七公主                         | 歐善娜（Hazel）                                 |
| 2021年     | 我家無難事                     | 美 女（第1集）                                  |
| 2021年     | 我家無難事                     | 半刻客人（第11 - 13集）                         |
| 2021年     | 把關者們                       | 游冬雪（Yuki）                                  |
| 2021年     | 星空下的仁醫                   | 研究生（第2、9、16集）                          |
| 2021年     | 換命真相                       | Jenny                                           |
| 2021年     | 青年心城之撐起青春             | Ella（第3集）                                   |
| 2021年     | 拳王                           | 少 女（第2、5、20、24集）                       |
| 2021年     | 拳王                           | 觀 眾（第4集）                                  |
| 2022年     | 異搜店                         | 刑事警察（第14集）                              |
| 2022年     | 食腦喪Ｂ                       | 勤爐伙記                                        |
| 2022年     | 金宵大廈2                      | 何懿星助選團（第11、12集）                      |
| 2022年     | 金宵大廈2                      | Ella / Lydia 替身                               |
| 2022年     | 廉政行動2022                   | 廉政公署調查員                                  |
| 2022年     | 雙生陌生人                     | 隋小冪（Apple）                                 |
| 2022年     | 白色強人II                     | 女病人（第7集）                                 |
| 2022年     | 黯夜守護者                     | 詩                                              |
| 2022年     | 凶宅清潔師（J2首播）           | 妓 女（第9、10集）                              |
| 2022年     | 美麗戰場                       | 姑 娘（第2、8集）                               |
| 2022年     | 美麗戰場                       | 禮儀小姐（第15集）                              |
| 2022年     | 超能使者                       | 女 模（第11集）                                 |
| 2023年     | 新四十二章                     | 吳慧言（Lily）                                  |
| 2023年     | 隱形戰隊                       | Momoko（第13集）                                |
| 2023年     | 法言人                         | 施雷客人（第3集）                               |
| 2023年     | 隱門                           | 技 師（第2集）                                  |
| 2023年     | 隱門                           | 環境人物（第10集）                              |
| 2023年     | 寵愛Pet Pet                    | Mary（第6、14集）                               |
| 2023年     | 破毒強人                       | 富二代（第2、5、11、16、17集）                  |
| 2023年     | 新聞女王                       |                                                 |
| 2024年     | 本尊就位                       | 桔 梗                                           |
| 2024年     | 再見·枕邊人                    | 陳嘉欣                                          |
| 2024年     | 異空感應                       | 邢可茹                                          |
| 2025年     | 痞子無間道                     | 驅峰遊                                          |
| 2025年     | 奪命提示                       | 女 伴（第7 - 8集）                              |
| 2025年     | 虛擬情人                       | 年青李一君（第5集）                             |

### 綜藝節目（無綫電視）
| 首播   | 節目名             | 備註                                   |
| 2017年 | 我愛EYT            | 演出第4集                              |
| 2017年 | 萬千星輝賀台慶2017 | 固定演出嘉賓                           |
| 2018年 | 新春辦年貨         | 演出開首音樂錄像                       |
| 2018年 | 古巨基初心再體驗   | 固定演出                               |
| 2018年 | Ben Sir睇樓團      | 演出第二輯 第5集                       |
| 2021年 | 安樂蝸             | 第528集嘉賓                            |
| 2021年 | 日日媽媽聲         | 演出第3、5、9集                        |
| 2021年 | 明星運動會         | 演出3人籃球、排球、跳高、女子100米項目 |
| 2022年 | 全城一叮           | 第2、8集參賽者                         |
| 2024年 | 直播靈接觸         | 飾演女鬼，第27集起擔任主持             |

## 外部連結
- 彭翔翎的Facebook專頁
- 彭翔翎的Instagram帳戶
- 彭翔翎官方影迷會的Instagram帳戶